# Afrikaanse varkenspest

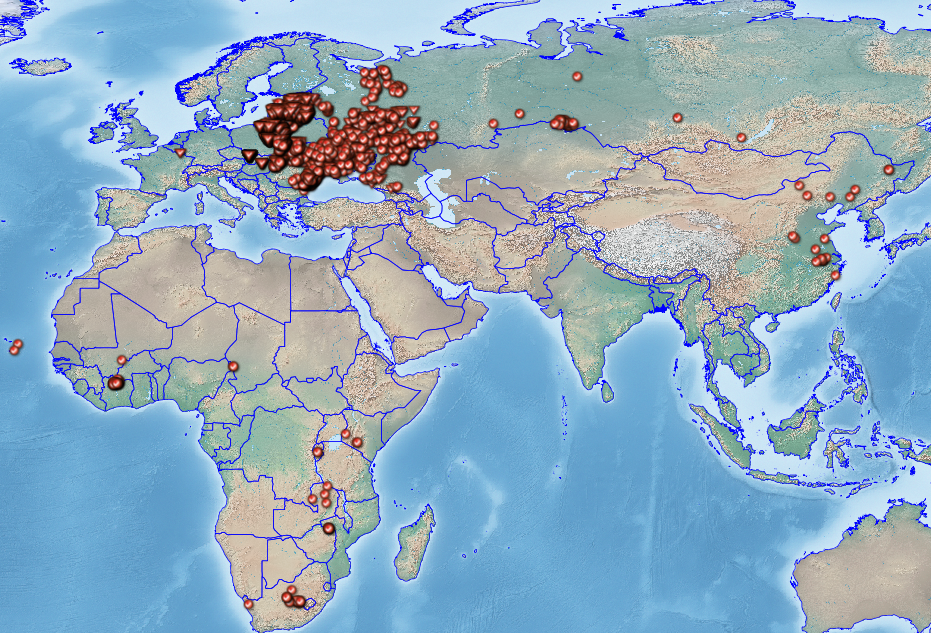
Bevestigde gevallen van Afrikaanse varkenspest van 1 jan. 2018 tot 22 sept. 2018 (kort na het begin van gemelde gevallen bij wilde zwijnen in België)

Afrikaanse varkenspest (AVP) is een besmettelijke virusziekte bij gedomesticeerde varkens en andere varkensachtigen, zoals het wrattenzwijn en het boszwijn. De ziekte komt vooral voor in het deel van Afrika ten zuiden van de Sahara. In de 21ste eeuw verspreidt de ziekte zich ook in Europa.
De symptomen lijken heel sterk op die van de klassieke varkenspest. Acute infecties als gevolg van zeer pathogene virusstammen kunnen leiden tot een virale hemorragische koorts.
Afrikaanse varkenspest werd voor het eerst beschreven in 1921 in Kenia. De ziekte wordt veroorzaakt door het ASF-virus, dat behoort tot het genus Asfivirus, familie Asfarviridae. Het virus kent meerdere typen waarvan de meeste voorkomen in wilde populaties varkensachtigen, zoals het wrattenzwijn en het bosvarken, in de zuidelijke helft van Afrika. Het virus wordt vooral door direct contact tussen varkens overgebracht. Vanaf 2007 heeft het virus zich vanuit Afrika verspreid naar Georgië, Rusland, Oekraïne, Wit-Rusland, de drie Baltische staten, Polen, Hongarije, Roemenië, Bulgarije, Tsjechië, Duitsland en België. Wetenschappers verwachten dat een vaccin tegen de ziekte niet binnen afzienbare tijd beschikbaar zal zijn.

## Uitbraken

### België (2018)
In september 2018 werden in de Belgische gemeente Étalle in de provincie Luxemburg twee everzwijnen aangetroffen die met Afrikaanse varkenspest besmet waren. De besmetting werd op 13 september bevestigd door het nationale referentielaboratorium Sciensano. Het was de eerste keer in ruim 30 jaar dat de ziekte in België opnieuw opdook, terwijl de ziekte tot dan enkel in Oost-Europa aanwezig was. Er werden door het Federaal Agentschap voor de Veiligheid van de Voedselketen (FAVV) en de Waalse regering maatregelen genomen met betrekking tot de jacht en een aantal varkensbedrijven om de verspreiding van de ziekte te voorkomen.
Twee dagen later, op 15 september, werden echter drie nieuwe kadavers van everzwijnen aangetroffen die later met Afrikaanse varkenspest besmet bleken te zijn. Op 17 september besliste de Waalse regering dat een gebied van 63.000 hectare in de provincie Luxemburg waar de ziekte ontdekt was (ruim een kwart van de Luxemburgse bossen), afgesloten zou worden voor wandelaars voor minstens een maand. De maatregel diende volgens Waals minister van Landbouw René Collin om de verspreiding van het virus door mensen te beperken. Ook stelde het FAVV een nationale coördinator aan in de strijd tegen de ziekte. Ondertussen hadden al negen niet-Europese landen besloten niet langer Belgisch varkensvlees in te voeren.
Hoe de ziekte België binnenkwam, was nog niet geheel duidelijk. De besmettingen zouden mogelijks het gevolg kunnen zijn geweest van achtergelaten etensresten van reizigers uit besmette gebieden, die door de everzwijnen zijn opgegeten. Minister Collin stelde na overleg met federaal minister van Landbouw Denis Ducarme en de Europese autoriteiten dat de oorsprong "negen kansen op tien" bij het transport lag, zoals in 2017 al het geval was in Tsjechië. Bij de RTBF getuigde een jager echter anoniem over wilde everzwijnen die voor de hobby van rijke jagers geïmporteerd werden uit Oost-Europa, die misschien de Afrikaanse varkenspest zouden kunnen hebben meegebracht. Begin oktober berichtte de RTBF dan weer dat er kadavers gevonden waren in Kamp Lagland van het Belgisch leger in Aarlen. Een van de kadavers zou een van de eerste besmette everzwijnen in België zijn geweest, wat betekende dat de ziekte mogelijks zou zijn meegekomen met Belgische militairen die eerder in de Baltische staten actief waren, of met Poolse of Tsjechische militairen die recentelijk in het kamp hadden verbleven.
Op 23 september kondigde minister Ducarme aan alle varkens in het getroffen gebied in Luxemburg te laten ruimen om te vermijden dat de ziekte op landbouwdieren zou worden overgedragen. De maatregel zou voor de helft mee gefinancierd worden door de Europese Unie. Op 5 oktober maakte minister Collin bekend dat er al 44 nieuwe besmettingen werden ontdekt bij in totaal 106 onderzochte everzwijnen. Op 12 oktober kondigde de Franse overheid aan dat in de Franse departementen Meuse, Meurthe-et-Moselle en Ardennes een afsluiting zou geplaatst worden op de grens met België. Ook werd voor een aantal gebieden een toegangs- en jachtverbod afgekondigd om de ziekte in te dijken.

### Volksrepubliek China (2018)
In augustus 2018 kwam de eerste melding van de ziekte in de Volksrepubliek China. Acht maanden later was de Afrikaanse varkenspest in alle provincies op het Chinese vasteland opgedoken en ook in de buurlanden Mongolië, Vietnam en Cambodja. China heeft ruim 430 miljoen dieren, ter vergelijking in Nederland zijn 13 miljoen dieren en in Europa ongeveer 150 miljoen. China kent zeer grote varkensbedrijven, maar ook talloze kleine en waarschijnlijk zijn niet alle gevallen gemeld. Tot april 2019 zouden er, volgens officiële cijfers, ongeveer 1 miljoen varkens zijn vernietigd om verdere besmetting tegen te gaan. Onderzoekers van de Rabobank schatten dat zo'n 150 tot 200 miljoen varkens zijn besmet of een hoge kans hiertoe hebben en moeten worden geruimd. Dit zal leiden tot een forse daling van de varkensvlees productie. Het zal jaren duren voordat de varkensstand zich heeft hersteld. 